# Édouard Jacobs
Édouard Jacobs (né le 9 février 1851 à Hal, Belgique et mort le 3 mars 1925 à Bruxelles) est un violoncelliste et professeur de musique belge. 

## Biographie
Il a commencé à étudier la musique en tant que contrebassiste, puis a opté pour le violoncelle à l'âge de vingt ans, après avoir été diplômé du Conservatoire de Bruxelles dans la classe de Joseph Servais en 1877 (il a également étudié avec Gustave Libotton). À la fin de sa formation, il est parti pour l'Allemagne et a joué dans l'orchestre de la cour de Weimar. En 1885, il rentre à Bruxelles pour remplacer son professeur Joseph Servais décédé et jusqu'en 1920 il dispense un cours de violoncelle au Conservatoire de Bruxelles. 
Parmi ses étudiants, on retient en particulier : Felix Salmond, Ivan d'Archambeau et Georges Schnéevoigt. Pablo Casals était initialement amené à devenir l'élève de Jacobs, après avoir reçu une bourse royale en Espagne pour être admis à la classe Jacobs à Bruxelles en 1895 ; cependant, dès la première leçon, Casals considérant les façons de Jacobs sans tact, et le reste des étudiants sans talent, a refusé de poursuivre ses études et le lendemain est parti pour Paris. 
Parallèlement à ses activités d'enseignement, Jacobs a poursuivi sa carrière de concertiste, effectuant de nombreuses tournées à travers l'Europe, y compris à Saint-Pétersbourg ; Selon Zalessky, Jacobs était particulièrement populaire en Russie. Depuis 1898, Jacobs a également joué dans un quatuor à cordes sous la direction de Cesar Thomson. 
Le troisième volume de l'École supérieure du jeu de violoncelle de David Popper (1902) est consacré à Jacobs. 